# Sindel
Sindel (auch: Sindelo, Zindel, Zindelo oder Zundel) ist ein sagenumwobener, oft als „König“ titulierter Anführer der Roma aus dem 15. Jahrhundert, der als solcher eine wichtige Rolle für die historische Identität der Roma spielt.

## Leben
Wissenschaftlich gesicherte Erkenntnisse über das Leben Sindels gibt es kaum. Der deutsche Chronist Johannes Aventinus erwähnt in seiner Baierischen Chronik, „Zigener“ hätten „unter ihrem Könige Zindelo oder Zundel“ 1439 begonnen, Bayern „zu durchwandern“ , und markiert damit den Beginn der Immigration der Roma nach Deutschland und weiter nach Frankreich, Italien, Spanien und Portugal.
Obwohl dieses Zitat praktisch der einzige Beleg für die Existenz Sindels ist , wurde es in der Literatur wieder und wieder aufgegriffen und teils phantasievoll ausgeschmückt .
Zudem ist der Titel „König“ irreführend, insofern es sich dabei ursprünglich weniger um die interne Bezeichnung der Roma für ihren Anführer handelte als vielmehr um eine begriffliche Anpassung an die sie umgebenden Gesellschaften, um mit größerem Gewicht auftreten zu können .
Gleichwohl taucht „König Sindel“ in Folge auch im internen Diskurs der Roma als eine identitätsstiftende Figur auf, wie etwa in dem EU-geförderten Integrationsprojekt Romipen  , das sich an die heute in Europa lebenden Roma wendet.